# Eudorylas albinervis
Eudorylas albinervis är en tvåvingeart som beskrevs av Kuznetzov 1990. Eudorylas albinervis ingår i släktet Eudorylas och familjen ögonflugor. Inga underarter finns listade i Catalogue of Life.